# Hehes

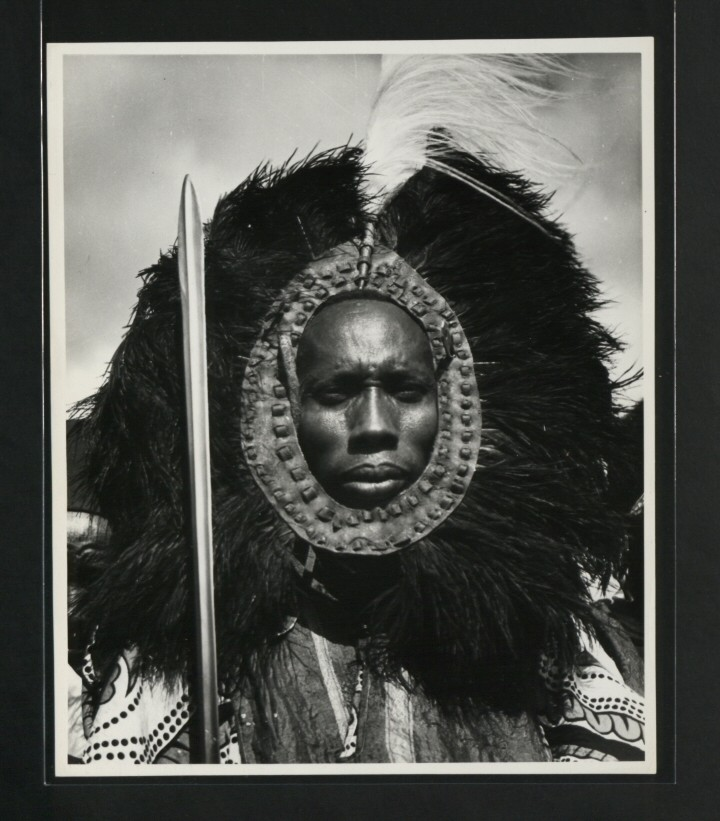
Um guerreiro hehe

O hehe (coletivo suaíli: wahehe) é um grupo étnico e linguístico baseado na região de Iringa, no centro-sul da Tanzânia, que fala a língua bantu hehe. Em 2006, a população hehe foi estimada em 805 mil habitantes, acima dos pouco mais de 250 mil registrados no censo de 1957, quando eles eram a oitava maior tribo em Tanganica. Havia mais 4.023 deles em Uganda em 2014.
Historicamente, eles são famosos por vencer uma expedição alemã em Lugalo em 17 de agosto de 1891 e manter sua resistência por sete anos.

## Etimologia
O uso de wahehe como designador do grupo pode ser atribuído ao seu grito de guerra, e foi originalmente empregado por seus adversários.[carece de fontes?] O wahehe foi adotado por eles apenas depois que os alemães e britânicos aplicaram de forma consistente, mas então o termo havia adquirido conotações de prestígio.[carece de fontes?]

## História
"Da literatura científica sobre a África Oriental Britânica", observou John Walter Gregory em 1896, "infelizmente há pouco a registrar. Não há nada que possa ser comparado com a magnífica série de obras publicadas na descrição da África Oriental Alemã. […] A história da exploração da África Equatorial é aquela em que os ingleses podem olhar para trás com sentimentos de orgulho tão justo, que podemos admitir sem vergonha a superioridade do trabalho científico alemão nesta região". Não é de surpreender, portanto, que a maioria das fontes importantes para a história hehe seja alemã. Depois que a África Oriental Alemã foi dividida entre os impérios britânico e belga após a Primeira Guerra Mundial, o interesse dos estudiosos alemães diminuiu, e os britânicos optaram por não continuar suas pesquisas.
As pessoas que acabariam sendo chamadas de hehe pelos europeus, viviam isoladas em um planalto no sudoeste da Tanzânia, a nordeste do lago Niassa (Lago Malawi), e tinham poucos ancestrais que estavam em Uhehe por mais de quatro gerações. Com exceção de alguns pastores nas planícies e alguns mantendo um número limitado de gado e cabras, os wahehe eram principalmente um povo agrícola. No começo, eles pareciam ter vivido em relativa paz, embora os vários chefes brigassem entre si, invadissem o gado e quebrassem alianças. A população era provavelmente pequena, sem chefia superior a cinco mil pessoas. Em meados do século XIX, Nguruhe, um dos chefes mais importantes liderados pela dinastia Muyinga, começou a aumentar seu peso e expandir sua influência e poder.
Foi Munyigumbe, da família Muyinga, que começou a criar o início de um "estado" tanto pelo casamento quanto pela conquista. Boa parte disso foi às custas dos wasangu, usando as próprias táticas militares dos Sangu e até mesmo utilizando formas da língua sangu para despertar adequadamente os guerreiros Hehe para a batalha. Munyigumba chegou a forçar os wasangu, sob Merere II, a mudar sua capital para Usafwa.

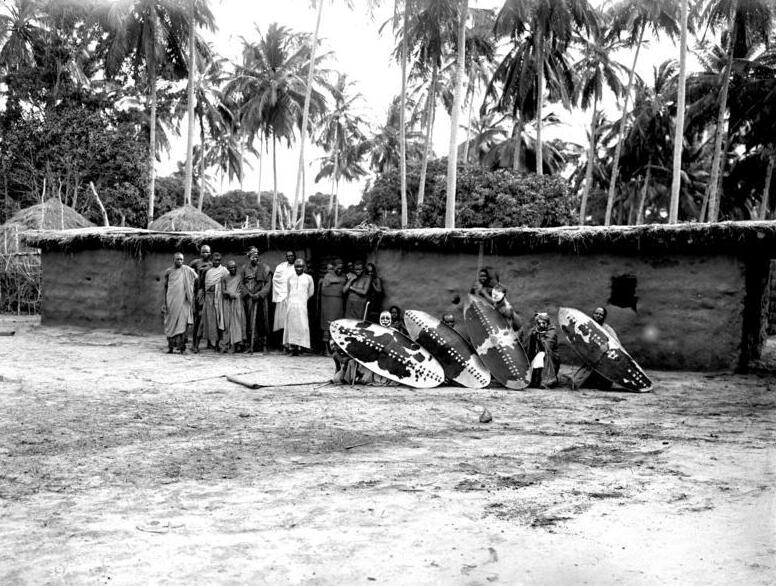
Guerreiros hehe de Iringa (1906)

Com a morte de Munyigumbs em 1878 ou 1879, uma guerra civil eclodiu e um escravo nymawezi, casado com a irmã de Munyigumba, conseguiu matar o irmão de Munyigumba, deixando a perspectiva infeliz de lidar com o filho de Munyigumba, Mkwawa. Mkwawa matou o escravo nyamwezi, Mwumbambe, em um local chamado "lugar onde as cabeças estão empilhadas", e Mkwawa ocupou o centro do palco, um palco que ele continuou a dominar até o final do século XIX. John Iliffe descreve Mkwawa em seu livro A Modern History of Tanganyika como "esbelto, acentuadamente inteligente, brutal e cruel com um nome de louvor da loucura do ano".
Foi Mkwawa quem, em 1880 ou 1881, se tornou o único governante de Uhehe através da guerra e da intimidação.[carece de fontes?] Mkwawa continuou expandindo o poder hehe para o norte em direção às rotas centrais das caravanas e afligindo os wagogo, os wakaguru, os alemães, etc., que então começou a pedir apoio aos alemães. Em 1890, os hehes eram o poder mais dominante e mais forte do sudeste e começaram a entrar em conflito com esse outro poder invasor, os alemães.
Os hehes não tinham uma organização elaborada, mas tinham a flexibilidade de dificultar seus inimigos.
O subchefe Motomkali Mukini "Mkini" foi designado para governar e durante seu reinado havia estabelecido uma base militar usada para recrutar e treinar no local chamado Ihumitangu, significando o local onde os combatentes coloniais eram treinados. Ele foi sucedido por seu filho Galakwila Motomkali Mkini.